# Fred Rogers
Fred McFeely Rogers (Latrobe, 1928. március 20. – Pittsburgh, 2003. február 27.), más néven Mister Rogers, amerikai televíziós műsorvezető, író, producer és presbiteriánus lelkész volt. A Mister Rogers' Neighborhood című gyerekeknek szóló televíziós sorozat alkotója és műsorvezetője volt. A műsor 1968-tól 2001-ig futott.

## Élete
1928. március 20-án született a pennsylvaniai Latrobe-ban, a 705 Main Street-en, körülbelül 64 km-re Pittsburgh-től. 
Apja, James Hillis Rogers "rendkívül sikeres üzletember" volt, a McFeely Téglatársaság elnöke. A cég Latrobe legnagyobb vállalatai közé tartozott. Édesanyja, Nancy (születési nevén McFeely) pulóvereket kötött az Európában harcoló nyugat-pennsylvaniai amerikai katonáknak, és rendszeresen önkénteskedett a Latrobe kórházban. Kezdetben arról álmodott, hogy orvos lesz, de végül a kórházi önkéntes munka mellett döntött. Apja, Fred Brooks McFeely, akiről Rogers a nevét kapta, vállalkozó volt.
Rogers egy nagy, háromemeletes téglaházban nőtt fel Latrobe-ban, a Weldon Street 737. szám alatt. Volt egy nővére, Elaine, akit Rogersék 11 éves korában fogadtak örökbe. Rogers gyermekkora nagy részét egyedül töltötte, bábokkal játszott, és nagyapjával is sokat volt együtt. Ötéves korában kezdett el zongorázni. 
Egy felmenője, Johannes Meffert (1732) révén Rogers a hatodik unokatestvére Tom Hanks amerikai színésznek, aki az Egy kivételes barát (2019) című filmben alakítja őt.
Rogersnek nehéz gyermekkora volt. Félénk, zárkózott és túlsúlyos gyerek volt, aki asztmás rohamai miatt gyakran otthon maradt. Gyerekkorában a súlya miatt piszkálták, és "Kövér Freddy"-nek hívták. Morgan Neville, a Won't You Be My Neighbor? című 2018-as dokumentumfilm rendezője szerint: Rogersnek "magányos gyerekkora volt ... Azt hiszem, amennyire csak tudott, összebarátkozott önmagával. Volt hasbeszélő bábuja, voltak [kitömött] állatai, és saját világokat teremtett a gyerekszobájában".
Rogers a Latrobe középiskolába járt, ahol leküzdötte félénkségét. "Az elején nehéz volt számomra" - mondta Rogers 1984-ben Terry Grossnak. "Aztán szereztem néhány barátot, akik rájöttek, hogy a lényeget tekintve rendben vagyok. És az egyikük ... a focicsapat vezetője volt". A diáktanács elnöke, a National Honor Society tagja és az iskolai évkönyv főszerkesztője lett. 1948-ban, 20 évesen jelentkezett a sorozásra a pennsylvaniai Greensburgben, ahol 1-A (hadköteles) besorolást kapott. Azonban 1950. október 12-én a Fegyveres Erők orvosi vizsgálatát követően státuszát 4-F-re (szolgálatra alkalmatlan) változtatták. Egy évig a Dartmouth Főiskolán tanult, majd átiratkozott a floridai Winter Parkban található Rollins College-ba, ahol 1951-ben magna cum laude diplomát szerzett zeneművészeti szakon.
1962-ben magna cum laude diplomát szerzett a Pittsburghi Teológiai Szemináriumban,  majd 1963-ban az Egyesült Presbiteriánus Egyház Pittsburghi Presbitériuma pappá szentelte. Felszentelt lelkészként az volt a küldetése, hogy a televízión keresztül a gyermekek és családjaik számára szolgálatot nyújtson. Rendszeresen megjelent az egyházi tisztviselők előtt, hogy megtartsa felszentelését.

## Magánélete
A Rollins College-en ismerkedett meg Sara Joanne Byrd-del. 1952-ben házasodtak össze, és Rogers 2003-ban bekövetkezett haláláig voltak együtt. Joanne "elismert zongorista" volt. Maxwell King szerint Rogers "elképesztően hűséges volt". 1970-ben peszketáriánus (halevő) lett, a nyolcvanas években pedig vegetáriánus. Elmondása szerint "semmit nem tudott megenni, aminek anyja van". A nyolcvanas évek közepén a Vegetarian Times egyik tulajdonosa lett.

## Halála és megemlékezései
Rogers 2001-es nyugdíjba vonulása után is sokat dolgozott az FCI-vel, vallást és spiritualitást tanulmányozott, nyilvános szerepléseken vett részt, utazott, és Douglas Nowicki érsekkel, a főiskola rektorával együtt dolgozott a róla elnevezett gyermekmédiaközponton a latrobe-i Saint Vincent College-ban. 2002 nyarára krónikus gyomorfájása elég erős lett ahhoz, hogy orvoshoz forduljon, és 2002 októberében gyomorrákot diagnosztizáltak nála. A 2003-as Rose Parade nagykövete volt, Art Linkletterrel és Bill Cosbyval együtt. Január 6-án Rogers gyomorműtéten esett át. Kevesebb mint két hónappal később, 2003. február 27-én, egy hónappal 75. születésnapja előtt hunyt el pittsburghi otthonában, 50 éves felesége, Joanne mellett. Amikor kómában volt, Nowicki érsektől megkapta a katolikus egyház utolsó áldását. Másnap a Pittsburgh Post-Gazette címlapja foglalkozott Rogers halálával, és egy egész rovatot szentelt halálának és hatásainak. Az újság arról is beszámolt, hogy délben az internet "már tele volt elismerő írásokkal" a szülők, nézők, producerek és írók körében. Rogers halálát széles körben gyászolták. A legtöbb amerikai nagyvárosi újság a címlapján közölte a gyászjelentését, egyesek pedig egész rovatokat szenteltek a haláláról szóló tudósításnak. A WQED a halála estéjén műsorokat sugárzott Rogersről; a Post-Gazette arról számolt be, hogy a közvetítés nézettsége háromszorosa volt a szokásos nézettségnek. Március 4-én az amerikai képviselőház egyhangúlag elfogadott egy határozatot Rogers tiszteletére, amelyet Mike Doyle pennsylvaniai képviselő támogatott.
Rogers temetése 2003. március 1-jén zajlott zártkörű módon. A temetést a Latrobe-i Unity temetőben lévő Unity Chapelben tartották, amelyet Rogers édesapja újított fel. Körülbelül 80 munkatárs, közeli hozzátartozó és barát vett részt a szertartáson, amelyet "nagy titokban terveztek, hogy a hozzá legközelebb állók négyszemközt gyászolhassanak". John McCall tiszteletes, a Rogers család templomának, a Squirrel Hill-i Sixth Presbiteriánus templomnak a lelkésze mondta a szentbeszédet. William Barker tiszteletes, a nyugdíjas presbiteriánus lelkész, aki "Rogers úr közeli barátja" és  "Mr. Platypus hangja volt a műsorában", felolvasta Rogers kedvenc bibliai szakaszait. Rogers-t a pennsylvaniai Latrobe-ban lévő Unity temetőben temették el, az édesanyja családjának mauzóleumában.
2003. május 3-án nyilvános megemlékezést tartottak a pittsburghi Heinz Hallban. A Post-Gazette szerint 2700-an vettek részt a megemlékezésen. Itzhak Perlman hegedűművész, Yo-Yo Ma csellista és Alan Morrison orgonista is fellépett Rogers tiszteletére. A szertartást Barker tartotta; jelen volt még Elsie Hillman pittsburghi filantróp, David Hartman, a Good Morning America korábbi műsorvezetője, Eric Carle, A telhetetlen hernyócska szerzője és Marc Brown, az Arthur alkotója. Teresa Heinz üzletasszony és filantróp, Pat Mitchell, a PBS elnöke és Saleem Ghubril, a Pittsburgh Project ügyvezető igazgatója mondott beszédet. Jeff Erlanger, aki 1981-ben (10 éves korában) szerepelt a Mister Rogers' Neighborhood-ban, szintén felszólalt. A megemlékezést a pittsburghi televíziós csatornák és weboldalak a nap folyamán többször is közvetítették.

## Diszkográfia
- Around the Children's Corner (Josey Carey-vel), 1958, Vernon Music Corporation, OCLC 12310040
- Tomorrow on the Children's Corner (Josie Carey-vel), 1959[39]
- King Friday XIII Celebrates, 1964[40]
- Won't You Be My Neighbor?, 1967[41]
- Let's Be Together Today, 1968[41]
- Josephine the Short-Neck Giraffe, 1969[41]
- You Are Special, 1969[41]
- A Place of Our Own, 1970[41]
- Come On and Wake Up, 1972[42]
- Growing, 1992[43]
- Bedtime, 1992[42]
- Won't You Be My Neighbor? (cassette and book), 1994, Hal Leonard, OCLC 36965578
- Coming and Going, 1997[44]
- It's Such A Good Feeling: The Best Of Mister Rogers, 2019, Omnivore Recordings, posztumusz kiadás[45]